# Zaisenhausen
Zaisenhausen ist die kleinste Gemeinde im Landkreis Karlsruhe in Baden-Württemberg. Zur Gemeinde Zaisenhausen gehören außer dem gleichnamigen Dorf keine weiteren Ortschaften.

## Lage
Die Gemeinde Zaisenhausen, ein ursprünglich altes fränkisches Reihendorf, liegt am nordöstlichen Rand des badischen Landkreises Karlsruhe im Kraichgauer Hügelland. Die 1.011 Hektar große Gemarkung besteht aus flachen mit Löß und Lößlehm bedeckten Hügeln, die vom Wiesental des Kohlbach und einigen kleinen Nebentälern gegliedert werden. Der höchste Punkt der Gemarkung wird im Nordwesten auf dem Zaiselberg mit 251 m über dem Meeresspiegel erreicht. Die niedrigste Stelle befindet sich bei 167 m am Kohlbach an der Gemarkungsgrenze zu Oberderdingen-Flehingen.

## Geschichte
Die fruchtbare Zaisenhäuser Gemarkung ist seit der Jungsteinzeit besiedelt. Eine Reihe von archäologischen Funden aus der Zeit der Bandkeramiker und den folgenden frühbäuerlichen Kulturen belegt dies. Aus der Römerzeit kann eine Villa Rustica im Gewann Hesselsee nachgewiesen werden.
Die erste urkundliche Erwähnung von Zaisenhausen stammt aus dem Jahr 991. Im Güterverzeichnis des Abts Edelin aus dem Kloster Weißenburg im heutigen Nordelsass ist der Ort unter dem Namen Ceisenhusen im Zusammenhang mit dem Salischen Kirchenraub durch Herzog Otto von Worms erstmals erwähnt.
Im Mittelalter war das Kloster Maulbronn als der größte Grundherr Inhaber der Ortsherrschaft. Auch der Uzname „Esel“ für die Zaisenhäuser Bevölkerung geht auf die Zugehörigkeit zum Maulbronner Zisterzienserkloster zurück. In dieser Zeit entwickelte sich Zaisenhausen zu einem stattlichen Reihendorf, das durch zwei Dorftore geschützt war. Etwas außerhalb befand sich im Gewann Hofrecht in der Nähe des heutigen Friedhofs ein zum Dorf gehörender befestigter Weiler mit einer eigenen Kirche.
Nach der Reformation gehörte der Ort zu Württemberg und ab 1747 zur Kurpfalz. 1803 wurde das Dorf badisch. Bis 1973 gehörte der Ort zum Landkreis Sinsheim. Nach dessen Auflösung kam Zaisenhausen zum Landkreis Karlsruhe und ist heute die kleinste selbständige Gemeinde dieses Landkreises.
Wahrzeichen der Gemeinde ist die doppeltürmige evangelische Kirche „Zu unserer lieben Frau“, die 1836 nach den Plänen von Heinrich Hübsch erbaut wurde und auch als „Dom des Kraichgaus“ bezeichnet wird.

### Einwohnerentwicklung
Bereits zur Zeit der Herrschaft des Klosters Maulbronn hatte Zaisenhausen als befestigtes Dorf an der Twerchstraße von Heilbronn nach Straßburg rund 600 Einwohner. Im Dreißigjährigen Krieg war der Ort zeitweise unbewohnt und zählte dann um 1650 wieder 150 Einwohner. Bis 1900 stieg die Einwohnerzahl auf 1200 an, sank aber bis 1939 auf 996 Einwohner. Durch den Zuzug von Heimatvertriebenen und Flüchtlingen nach dem Zweiten Weltkrieg stieg die Einwohnerzahl um rund ein Drittel, so dass im Jahr 1946 rund 1450 Personen im Dorf lebten. Ende 2021 betrug die Einwohnerzahl 1850 Personen.

### Das ehemalige Schwefelbad
Im Jahre 1713 wurde durch einen Schweizer Seidenwarenhändler eine schwefelhaltige Quelle im Kohlbachtal nahe dem damaligen Fußweg nach Sickingen entdeckt. Der genaue Fundort wurde von einem Zeitgenossen so beschrieben:

„Dieser Heilbrunnen entspringt eine starke Viertelstund von dem Dorf Zaisenhausen zu End eines lustigen Wiesenthals, so gedachtem Flecken zugehöret und also auf Württembergischen Grund und Boden allernächst aber an die Freyherrliche Sickinger Gemarckung stoßend…“

Der Schweizer Händler verabreichte das Wasser einer von Ausschlägen erkrankten Eppinger Frau, die dadurch angeblich von ihrem Leiden vollständig geheilt wurde. Daraufhin wurde die Schwefelquelle in der Umgebung rasch bekannt. Nach kurzer Zeit besuchten bereits mehr als 100 Personen täglich die Zaisenhäuser Schwefelquelle. Die württembergische Herrschaft entsandte deshalb eine Expertenkommission ins Zaisenhäuser Kohlbachtal, um die Qualität des Heilwassers zu überprüfen. Diese Kommission bescheinigte dem Schwefelwasser eine ausgezeichnete Qualität.
Bereits 1714 wurde von Herzog Eberhard Ludwig ein Bad- und Trinkhaus errichtet. Ein Jahr später wurde es um ein Gast- und Wirtshaus erweitert. Durch die Einstellung eines Badearztes wurde ein geregelter Kurbetrieb möglich. Sogar der Herzog Friedrich August von Württemberg und Teck ließ mehrere Male im Zaisenhäuser Bad seine „Engbrüstigkeit“ behandeln.
Nachdem Zaisenhausen 1747 vollständig in den Besitz der Kurpfalz gekommen war, ließ Kurfürst Carl Theodor die Badeanlage renovieren und vergrößern, so dass die Gesamtanlage um 1770 rund 100 Räume und eine weitläufige Kuranlage umfasste. Das Bad hatte sich in der Zwischenzeit zu einem regelrechten Modebad gewandelt, das von allen Bevölkerungsschichten besonders im Sommer gerne besucht wurde. Für Zaisenhausen und seine Bewohner war damit ein großer wirtschaftlicher Aufschwung verbunden. Nachdem Kurfürst Carl Theodor selbst das Bad besucht hatte, schien der endgültige Durchbruch geschafft.
Dann setzte aber unerwartet der Niedergang ein, weil Kurfürst Carl Theodor die Wittelsbacher in Bayern beerbte und seine Residenz ins Münchner Schloss Nymphenburg verlegte. Die Kurpfalz verlor daraufhin das Interesse an der Erhaltung der Badeanlage im Kohlbachtal. Alle Wiederbelebungsversuche in badischer Zeit blieben erfolglos. Heute sind keine Spuren der ehemaligen Badeanlage mehr vorhanden.
Zur Erinnerung an das Zaisenhäuser Schwefelbad ließ die Gemeinde im Jahr 2013 am Ortseingang einen Informationspavillon über die Geschichte des Bades errichten.
Schriften über das Zaisenhäuser Schwefelbad:
- J. M. Brigelius, Kurze Beschreibung des neuentdeckten Gesund- und Heil-Brunnens bey Zaisenhausen, 1715
- Carl, Johann Samuel, Zeugnisse von medicina moralis, Anmerkungen zum Gebrauch und Mißbrauch der Gesundbrunnen, Büdingen, 1726
- Dr. Johann Albrecht Gesner, Historisch-Physikalische Nachricht Von Dem Zaysenhauser mineralischen Bronnen und Bad, 1746
- Dr. Franz Heimhilger, Kurze Beschreibung des Mineralischen Gesundheits- und Heilbonnen bey Zeitzenhausen, 1761
- Prof. Hubertus Harrer, Eigenschaften und Wirkungen des Zaisenhäuser Bades, Heidelberg, 1770
- Dr. Johann Maximilian Alexander Probst, Die Zaisenhäuser Schwefelquellen, Heidelberg, 1836
- Matthes Karl Otto, Das ehemalige Bad bei Zaisenhausen, in Kraichgau Folge 11, 1989

Schwefelbad Zaisenhausen
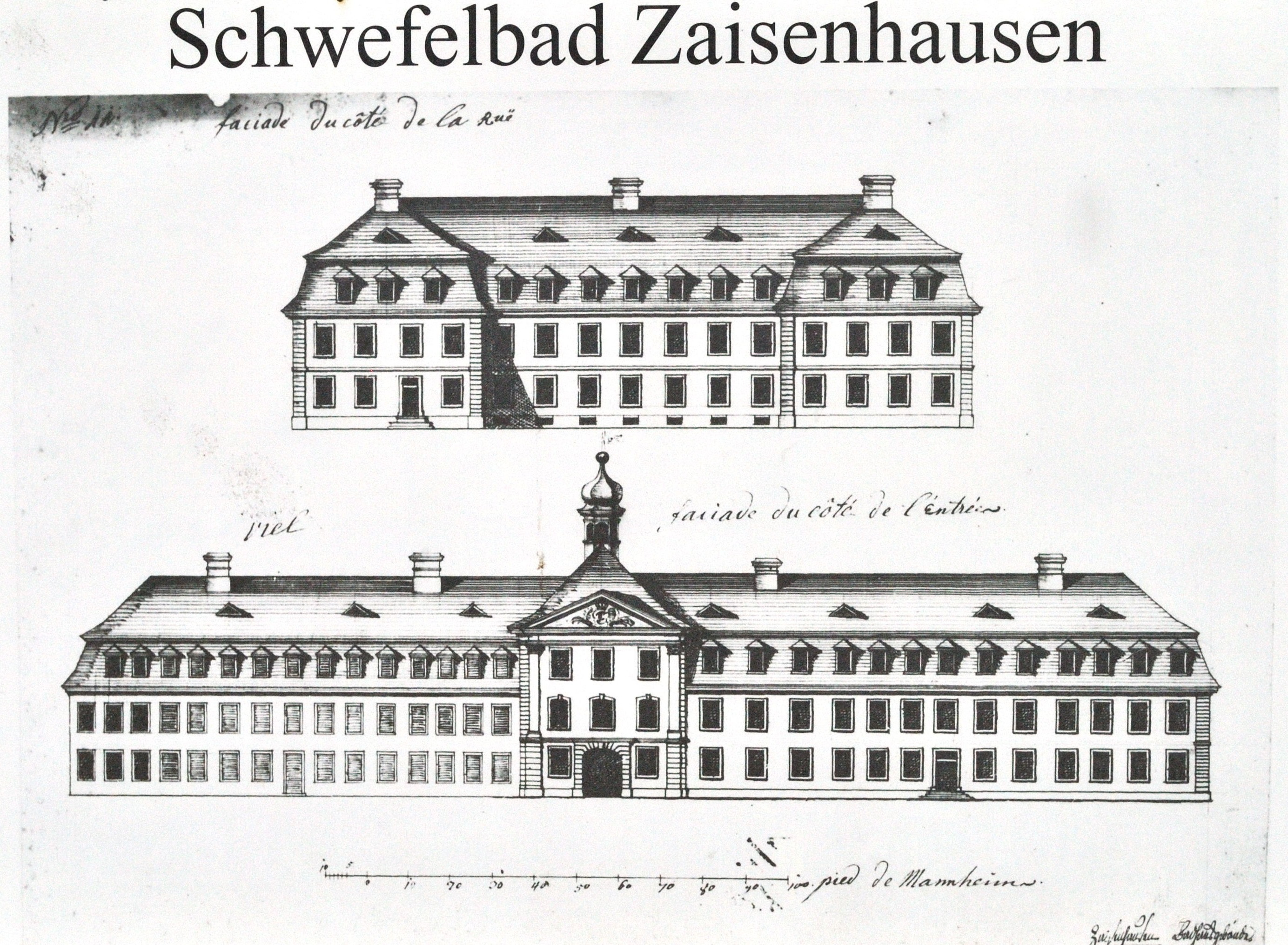
Schwefelbad Zaisenhausen: Nicht realisierter Plan von Ferdinand Denis
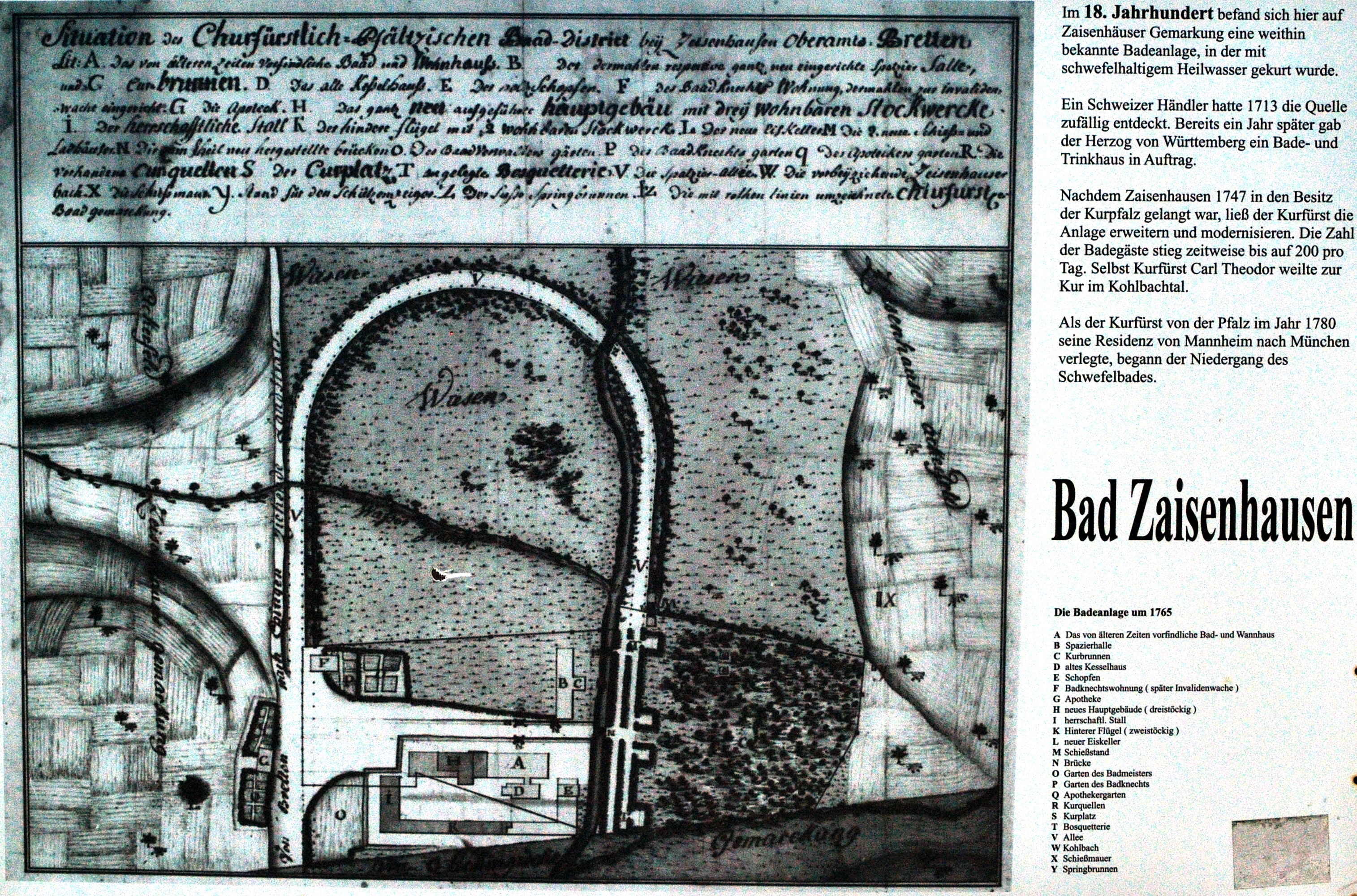
Lageplan Bad Zaisenhausen
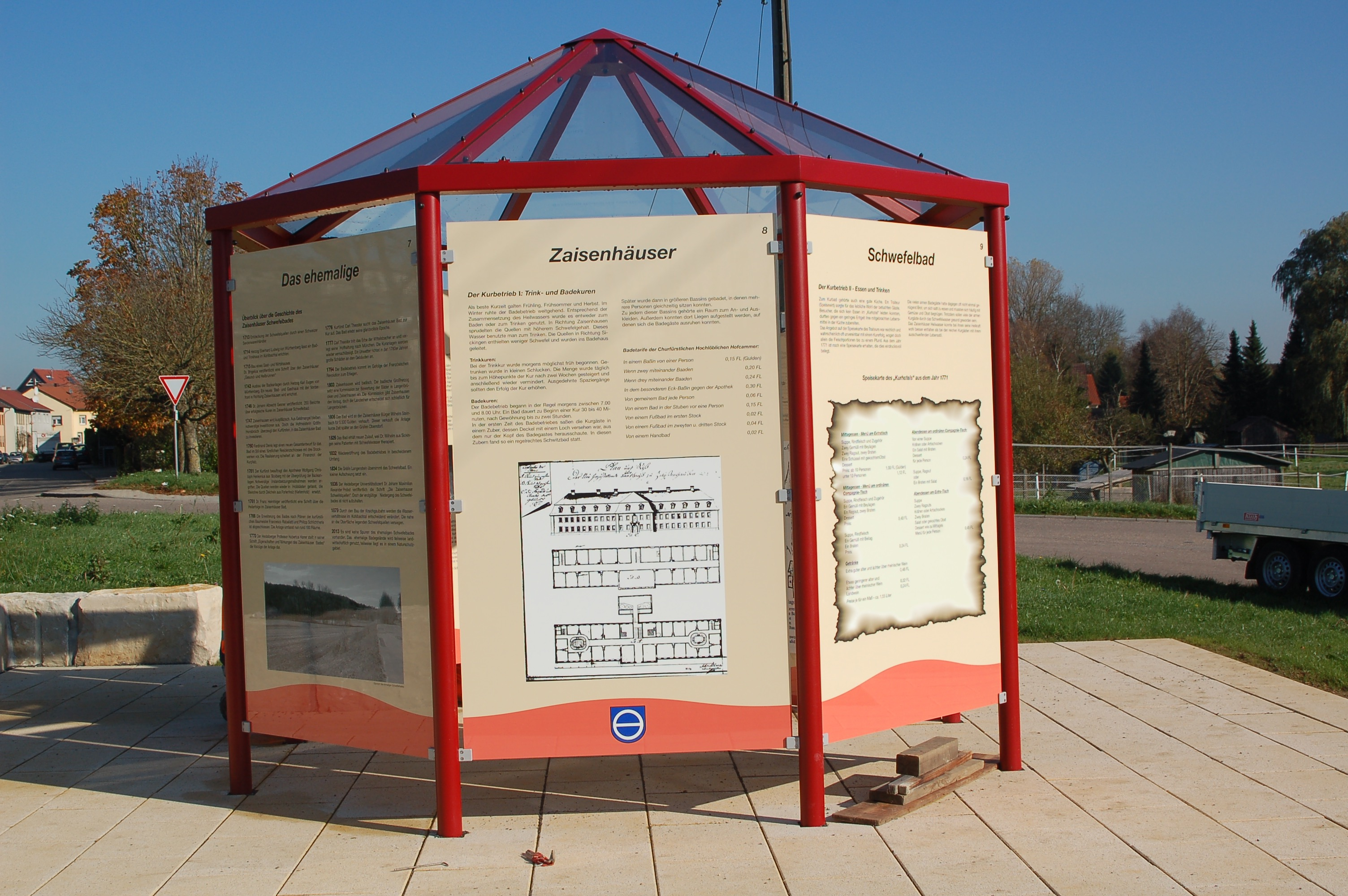
Informationspavillon Schwefelbad von 2013
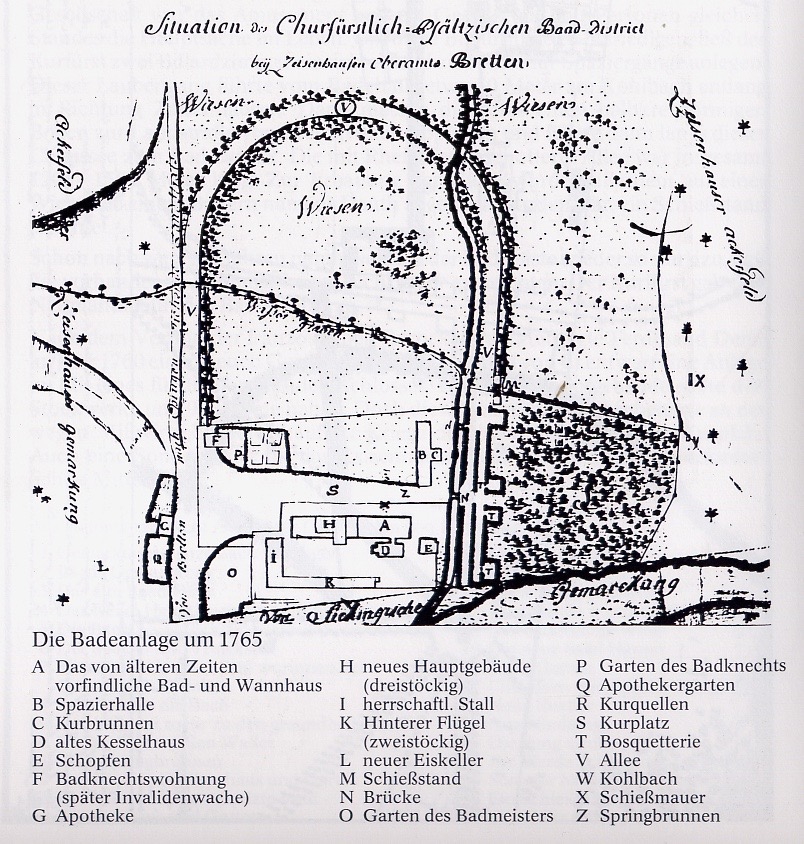
Lageplan des Schwefelbades von 1765
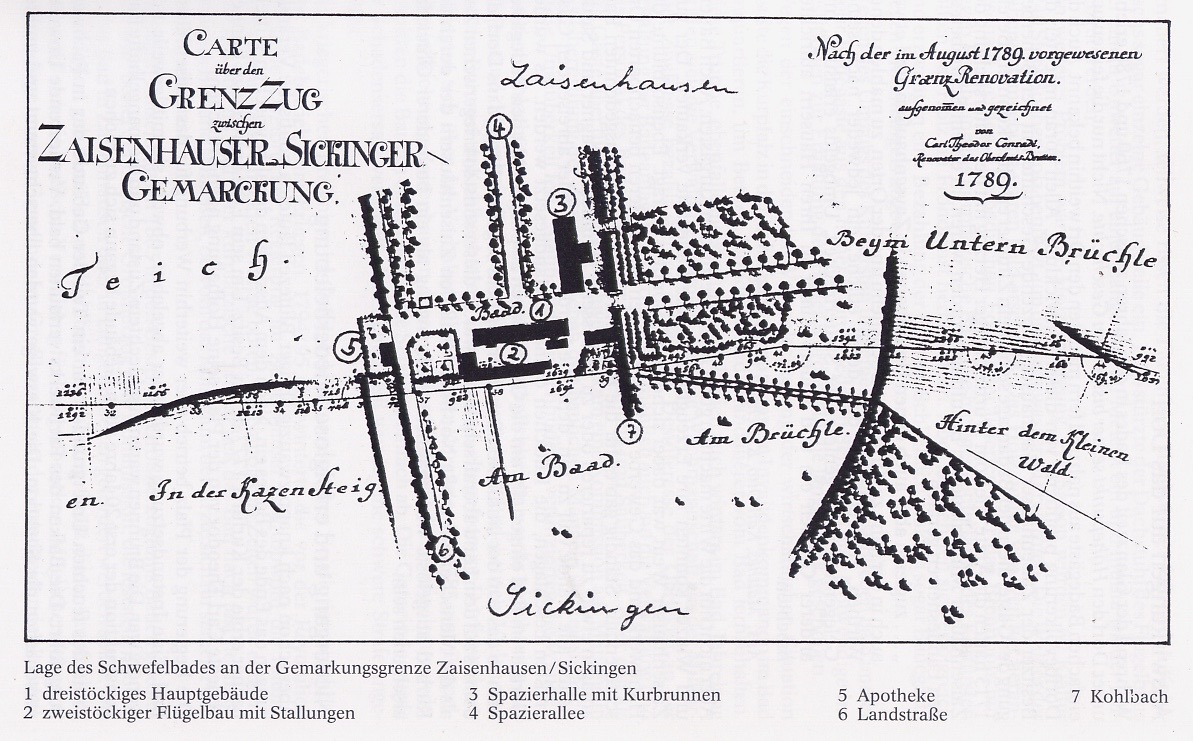
Lageplan des Zaisenhäuser Schwefelbades von 1789

## Politik

### Gemeinderat
Der Gemeinderat hat 10 ehrenamtliche Mitglieder, die für fünf Jahre gewählt werden. Hinzu kommt die Bürgermeisterin als stimmberechtigte Gemeinderatsvorsitzende.
Die Kommunalwahl 2024 führte zu folgendem Ergebnis (in Klammern: Unterschied zu 2019):
| Gemeinderat 2024               | Gemeinderat 2024 | Gemeinderat 2024 | Gemeinderat 2024 | Gemeinderat 2024 |
| Partei / Liste                 | Stimmenanteil    | Sitze            |                  |                  |
| ------------------------------ | ---------------- | ---------------- | ---------------- | ---------------- |
| Bürgerliste Zaisenhausen       | 46,7 % (−23,5)   | 4 (−3)           |                  |                  |
| Gemeinsam für Zaisenhausen     | 36,6 % (+36,6)   | 4 (+4)           |                  |                  |
| Freie Wähler                   | 16,7 % (−5,6)    | 2 (±0)           |                  |                  |
| 4 – Die Vierte Fraktion        | n. a. (−7,6)     | 0 (−1)           |                  |                  |
| Wahlbeteiligung: 67,9 % (+0,2) |                  |                  |                  |                  |

### Bürgermeisterin
Die Diplom-Verwaltungswirtin Cathrin Wöhrle (geb. Rübenacker) wurde im Dezember 2013 mit 54,7 Prozent der Stimmen zur neuen Bürgermeisterin gewählt. Vorgänger Wolfgang Bratzel war 32 Jahre lang der Bürgermeister.
Am 5. Dezember 2021 wurde Cathrin Wöhrle mit 97,9 Prozent der Stimmen für eine zweite Amtszeit wiedergewählt.

### Wappen
Blasonierung: „In Blau ein silberner Ring mit waagerechtem Balken.“ Das Ringsymbol symbolisiert ein Sester, eine alte Maßeinheit für Getreide. Die Farben verweisen auf die frühere Zugehörigkeit zur Kurpfalz.

## Religion
Die größte religiöse Gemeinschaft ist die evangelische Kirchengemeinde, die seit 2002 mit der Kirchengemeinde Flehingen eine gemeinsame Pfarrstelle bildet. Die römisch-katholischen Gläubigen gehören seit 2004 zur Seelsorgeeinheit Sickingen, die von den Katholiken in Flehingen, Kürnbach, Sulzfeld und Zaisenhausen gebildet wird. Daneben gibt es in Zaisenhausen auch die „Gemeinschaft entschiedener Christen“. In den letzten Jahrzehnten ist auch die Anzahl der Moslems gestiegen, insbesondere durch den Zuzug von zahlreichen Personen türkischer Abstammung.

## Wirtschaft und Infrastruktur

### Verkehr

#### Bahnverkehr
Mit der 1997 eröffneten Verlängerung der Linie S4 der Stadtbahn Karlsruhe (von Karlsruhe nach Heilbronn) ist der Ort mit öffentlichen Nahverkehrsmitteln zu erreichen. Die S4 fährt auf der Kraichgaubahn, die 1879 in Betrieb genommen wurde. Es gelten die Tarife des Karlsruher Verkehrsverbundes.

#### Fernstraßen
Zaisenhausen liegt an der Bundesstraße 293 (Heilbronn – Pfinztal). Die Bundesstraße führte bis zum Ende der 1980er-Jahre durch den Ort, 1989 wurde die parallel zur Bahnstrecke trassierte Ortsumgehung für den Verkehr freigegeben.
Autobahnanschlüsse an die A 6 und die A 8 befinden sich in 25 km Entfernung.

#### Radverkehr
Durch eine Alltagsroute aus dem Radnetz Baden-Württemberg ist Zaisenhausen über Sulzfeld mit Eppingen und Heilbronn verbunden und in der anderen Richtung über Oberderdingen (Flehingen) mit Bretten.
Durch Zaisenhausen verläuft als Landes-Radfernweg der Badische Weinradweg. Er führt von Grenzach-Wyhlen am Hochrhein nach Laudenbach im Rhein-Neckar-Kreis, dabei werden sieben der neun badischen Weinanbaugebiete untereinander verbunden. Die Route verläuft dabei von Bruchsal nach Wiesloch, wobei er in großen Schleifen durch die Weinanbaugebiete führt, insbesondere von Kürnbach über Sulzfeld nach Zaisenhausen und weiter über Bahnbrücken an Menzingen vorbei nach Landshausen.

### Bildung
Zaisenhausen verfügt über eine eigene Grundschule und einen evangelischen Kindergarten. Seit 2015 gibt es auch ein Familienzentrum (FAZZ) im gemeindeeigenen Kögelhaus.
Die Volkshochschule in Zaisenhausen ist eine öffentliche Einrichtung der Weiterbildung. Sie steht als Außenstelle unter der Rechtsträgerschaft des gemeinnützigen Vereins Volkshochschule im Landkreis Karlsruhe. Nach ihrem satzungsgemäßen Auftrag widmet sie sich neben der Erwachsenenbildung auch den Aufgaben der Jugendbildung.

### Bauwerke

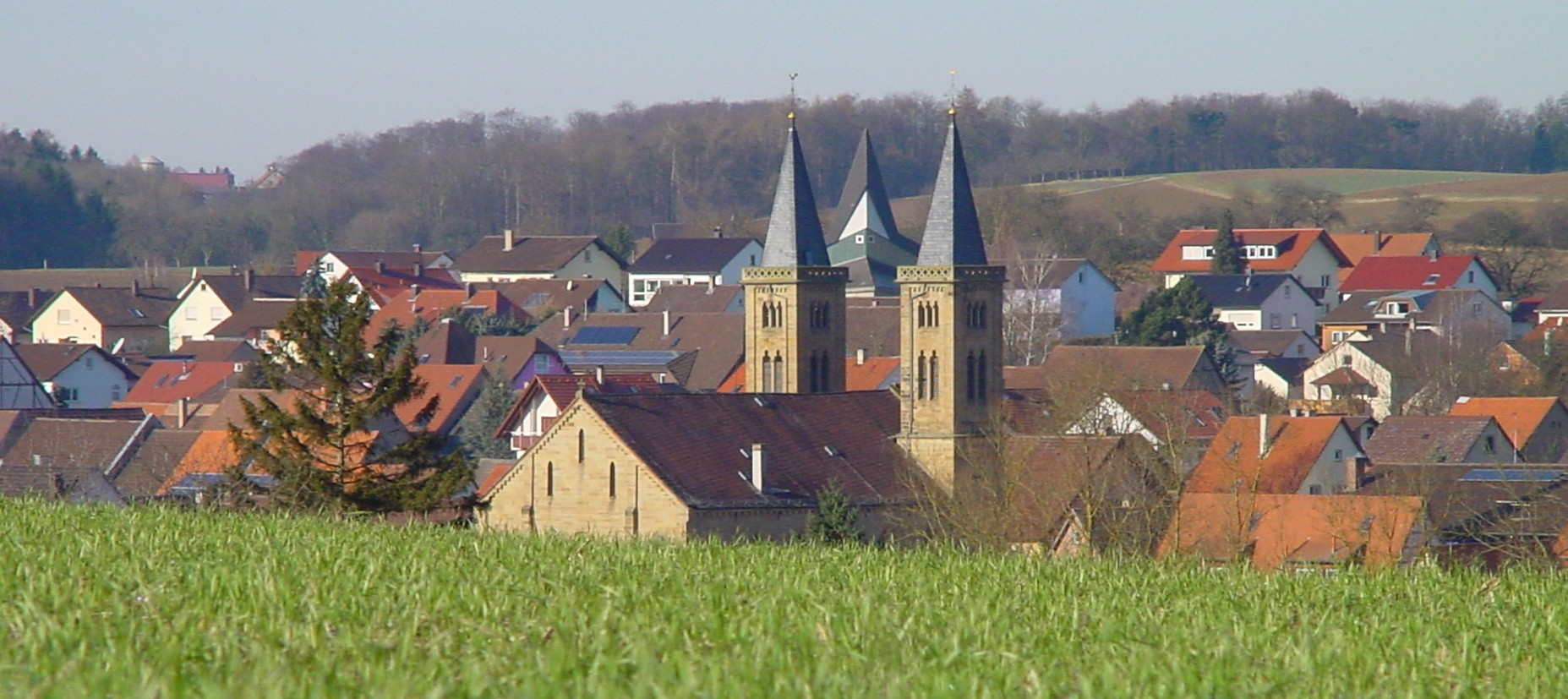
Dreitürmeblick

Bauwerke in Zaisenhausen
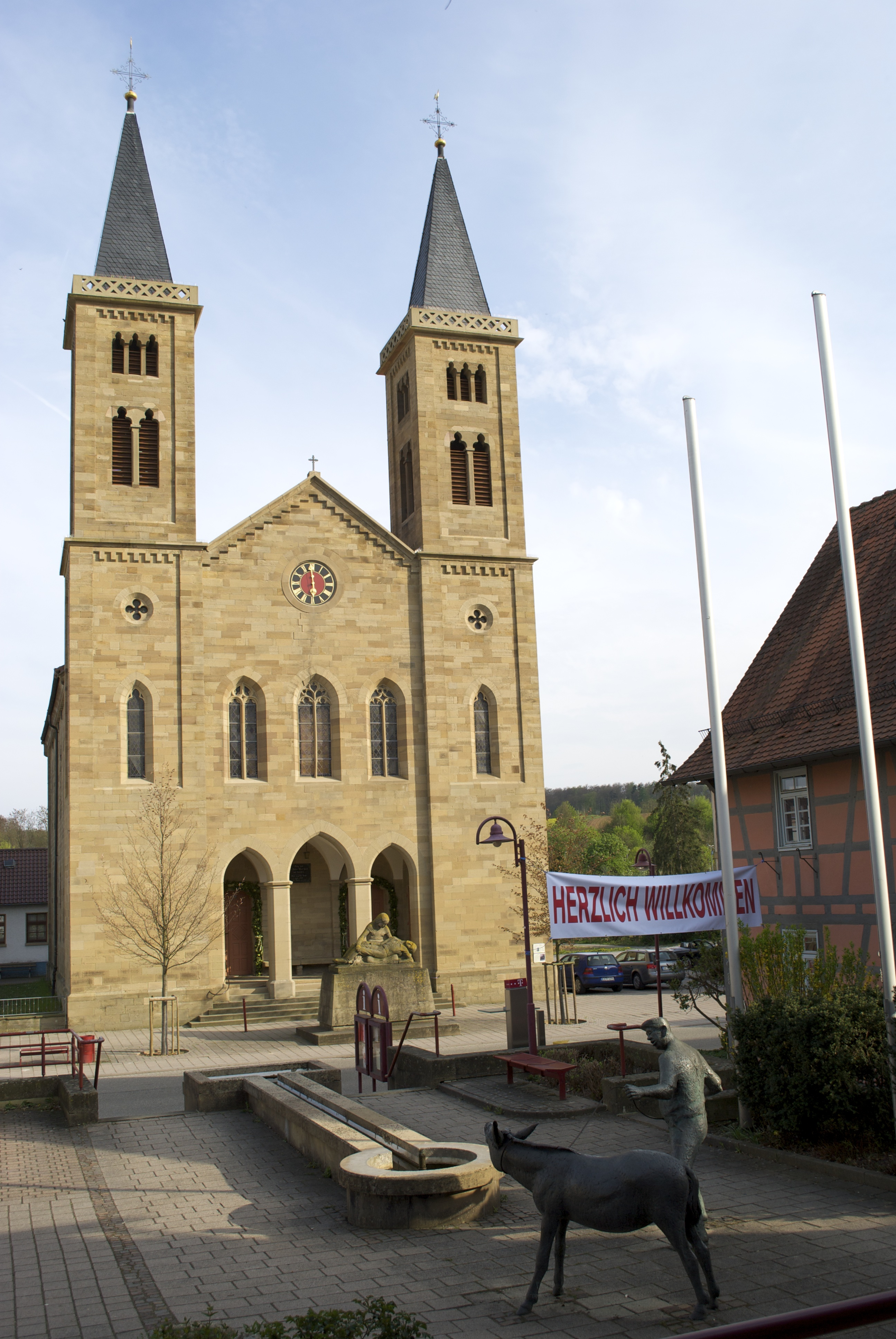
Evang. Kirche
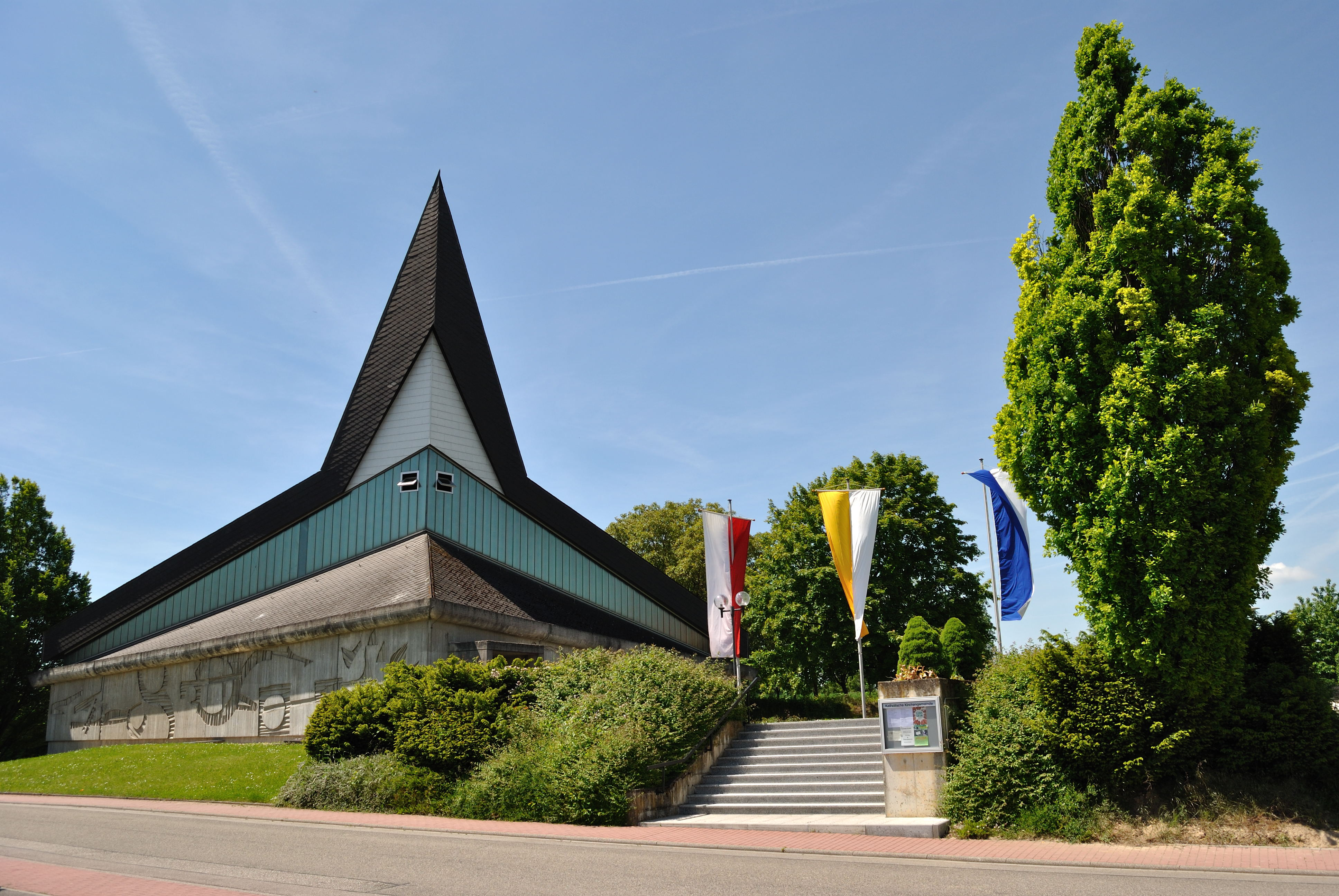
Kath. Kirche
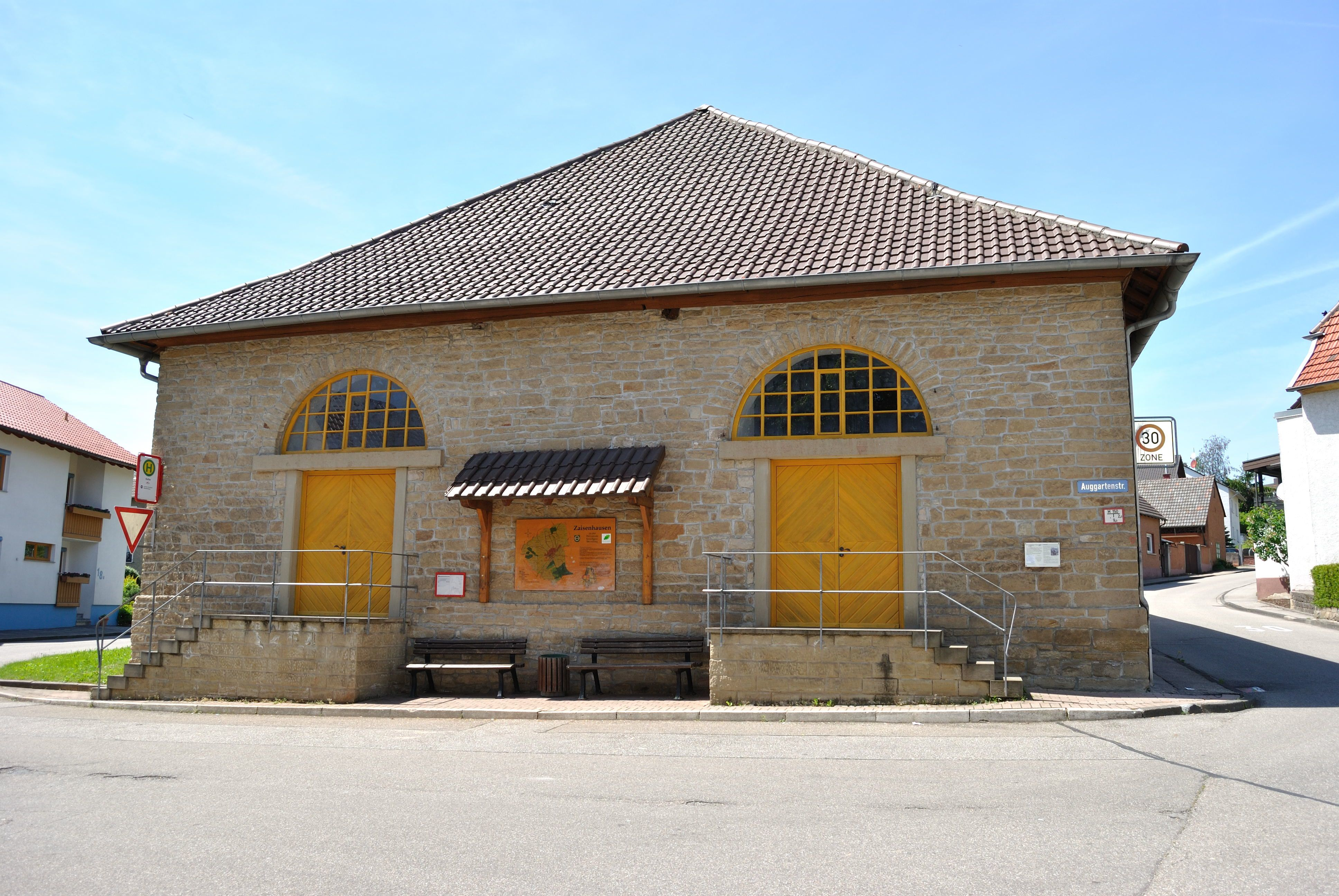
Gemeindekelter
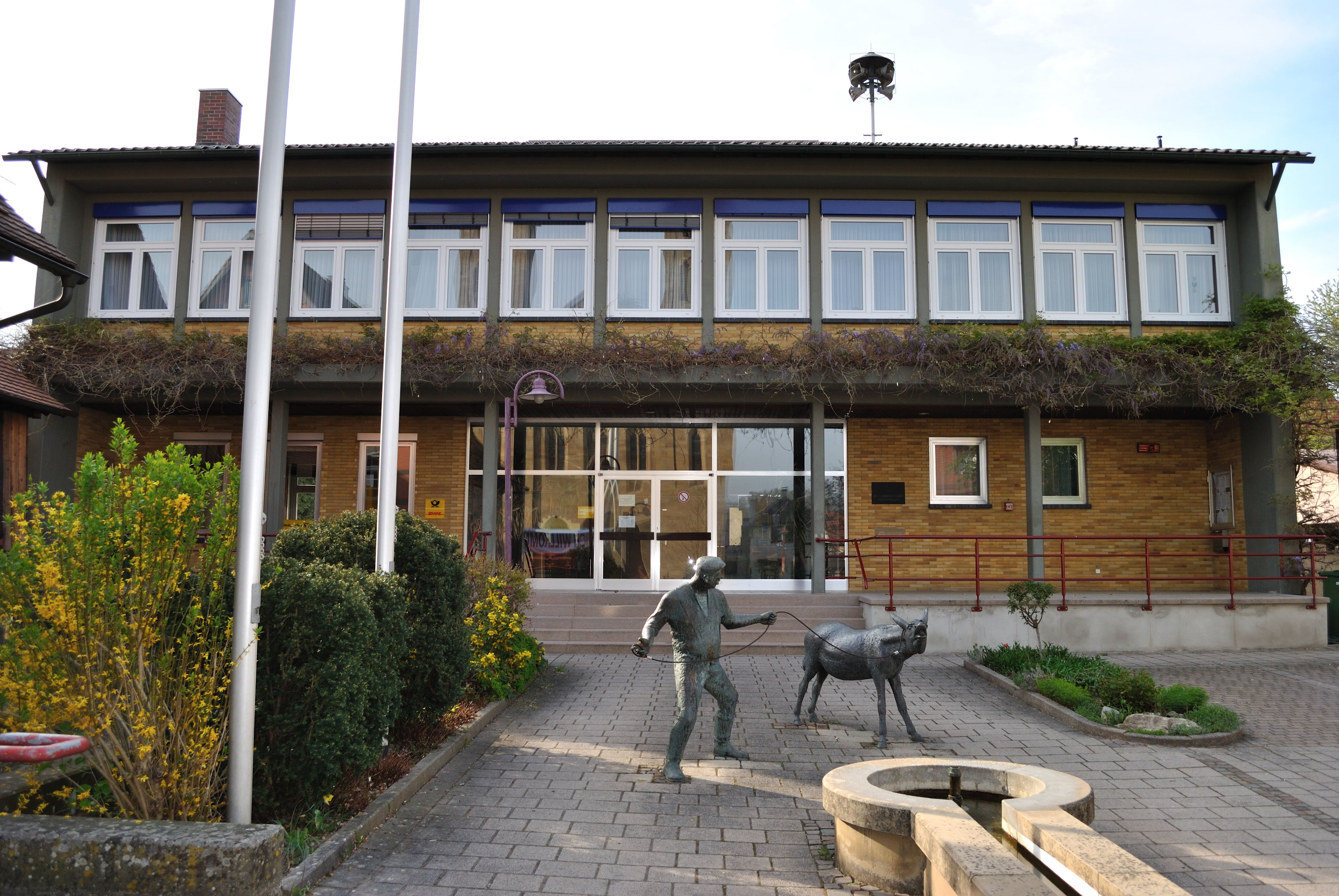
Rathaus
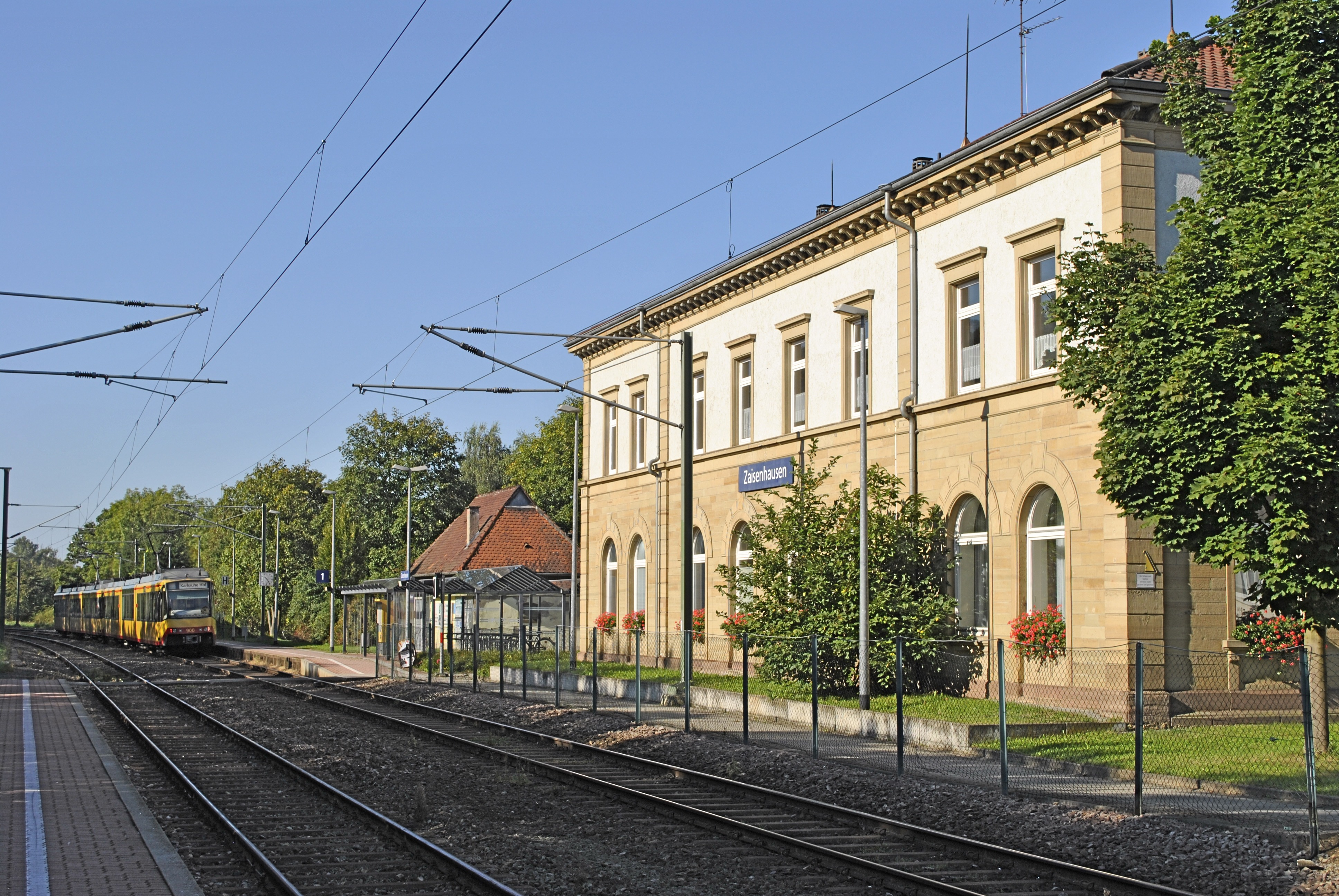
Bahnhof Zaisenhausen

Künstlerische Objekte im Ortskern
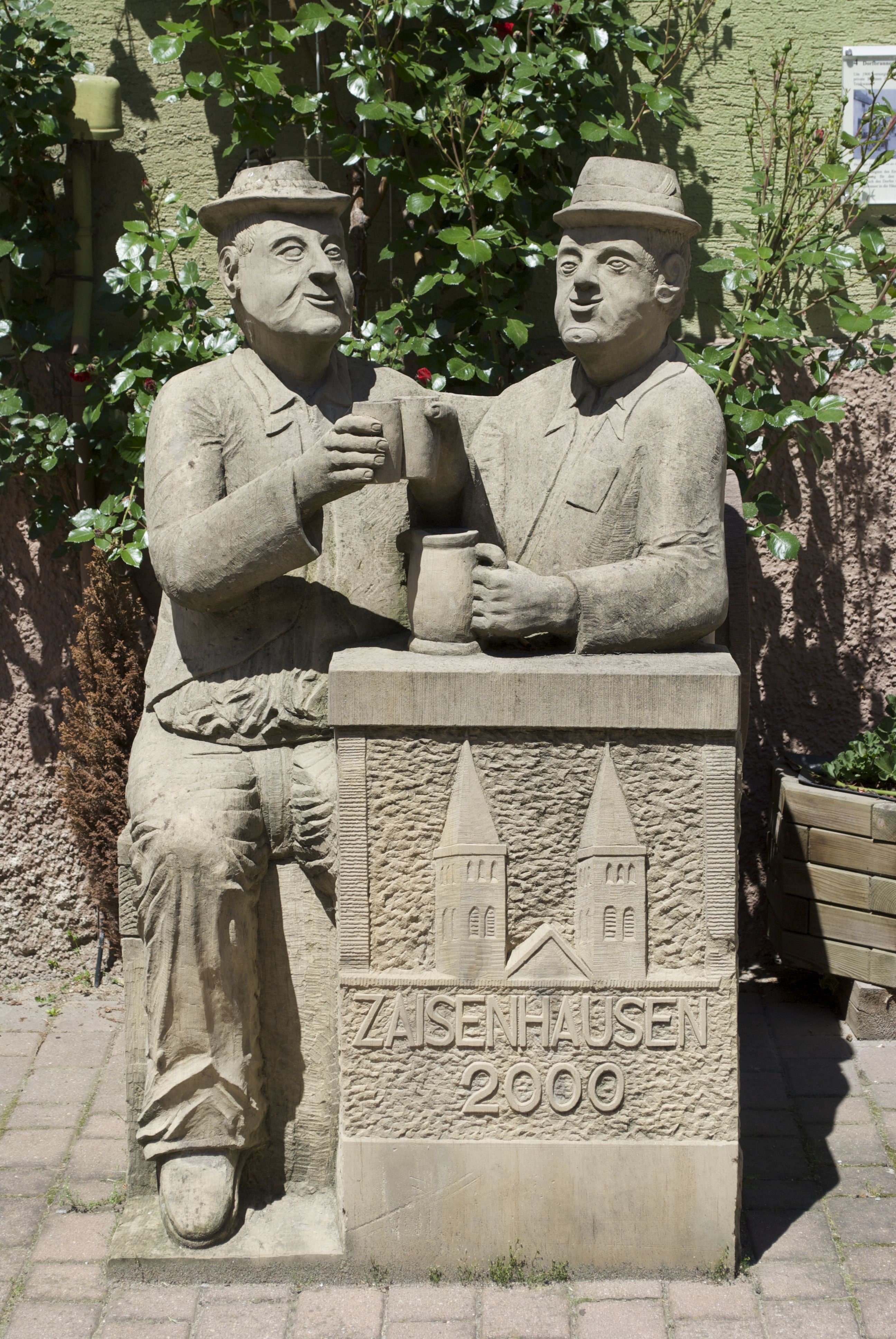
Die Viertelesschlotzer von Erich Schäfer
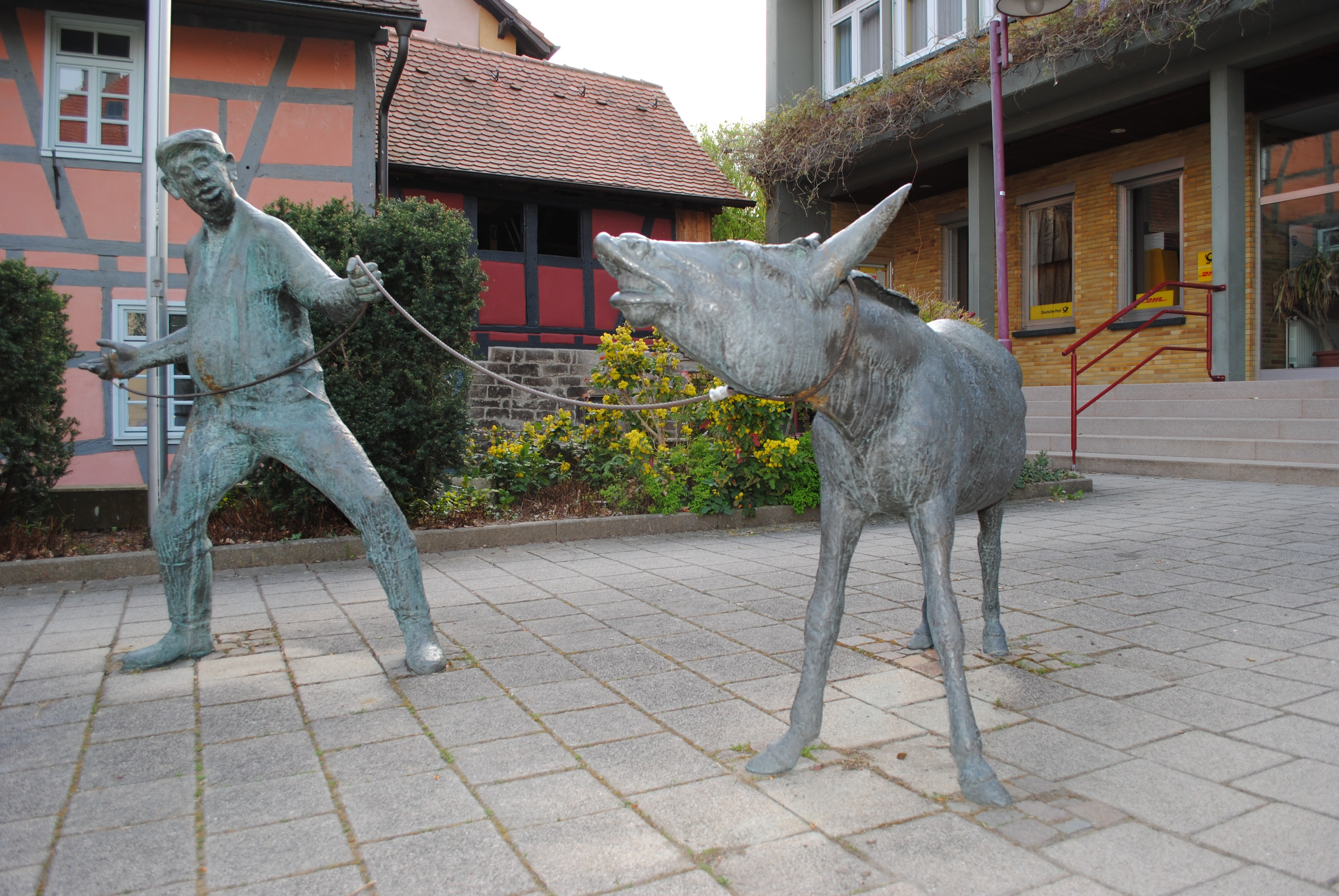
Bronzeskulptur:  Esel und Bauer von Martin Kirstein
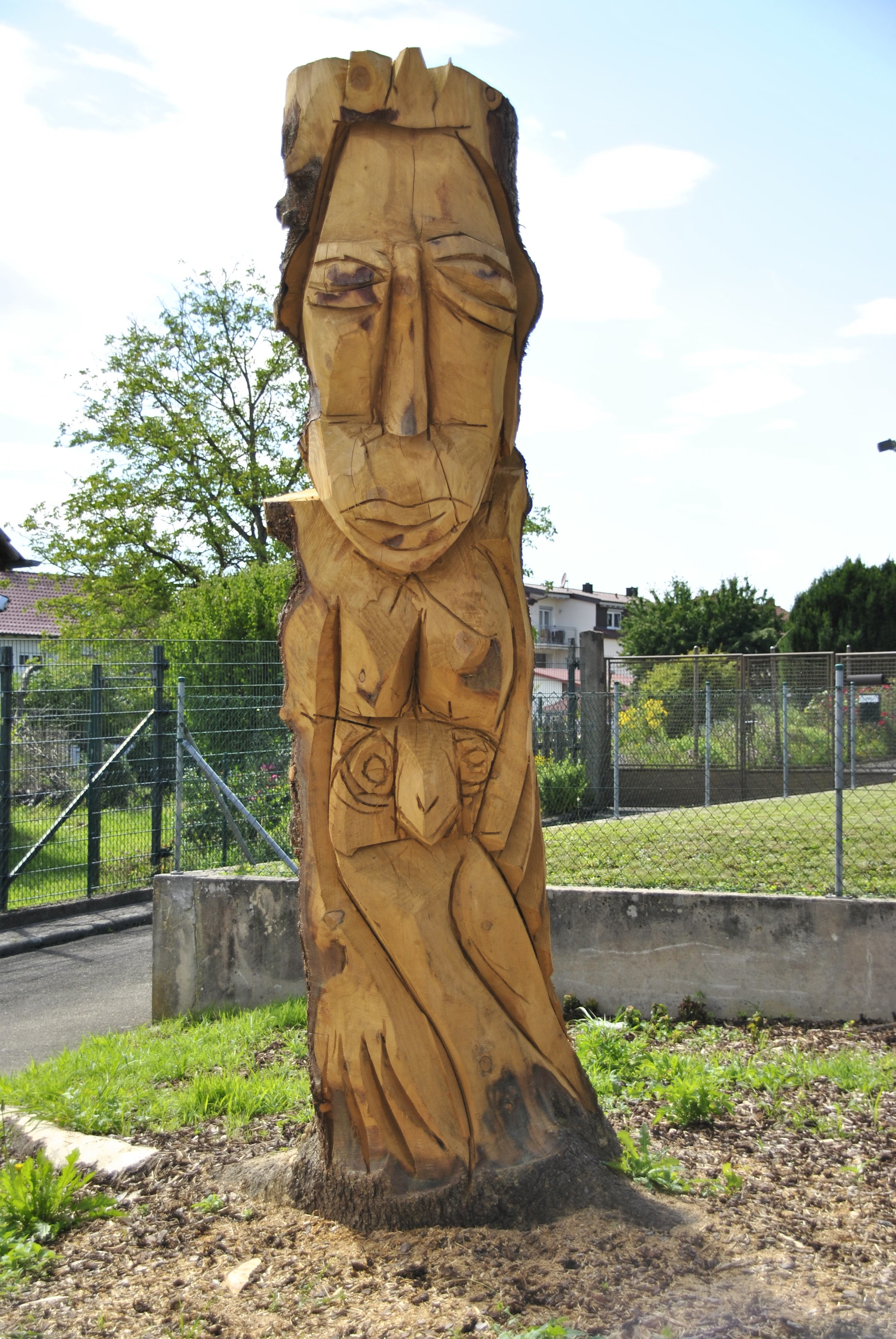
Baumskulptur bei der Grundschule
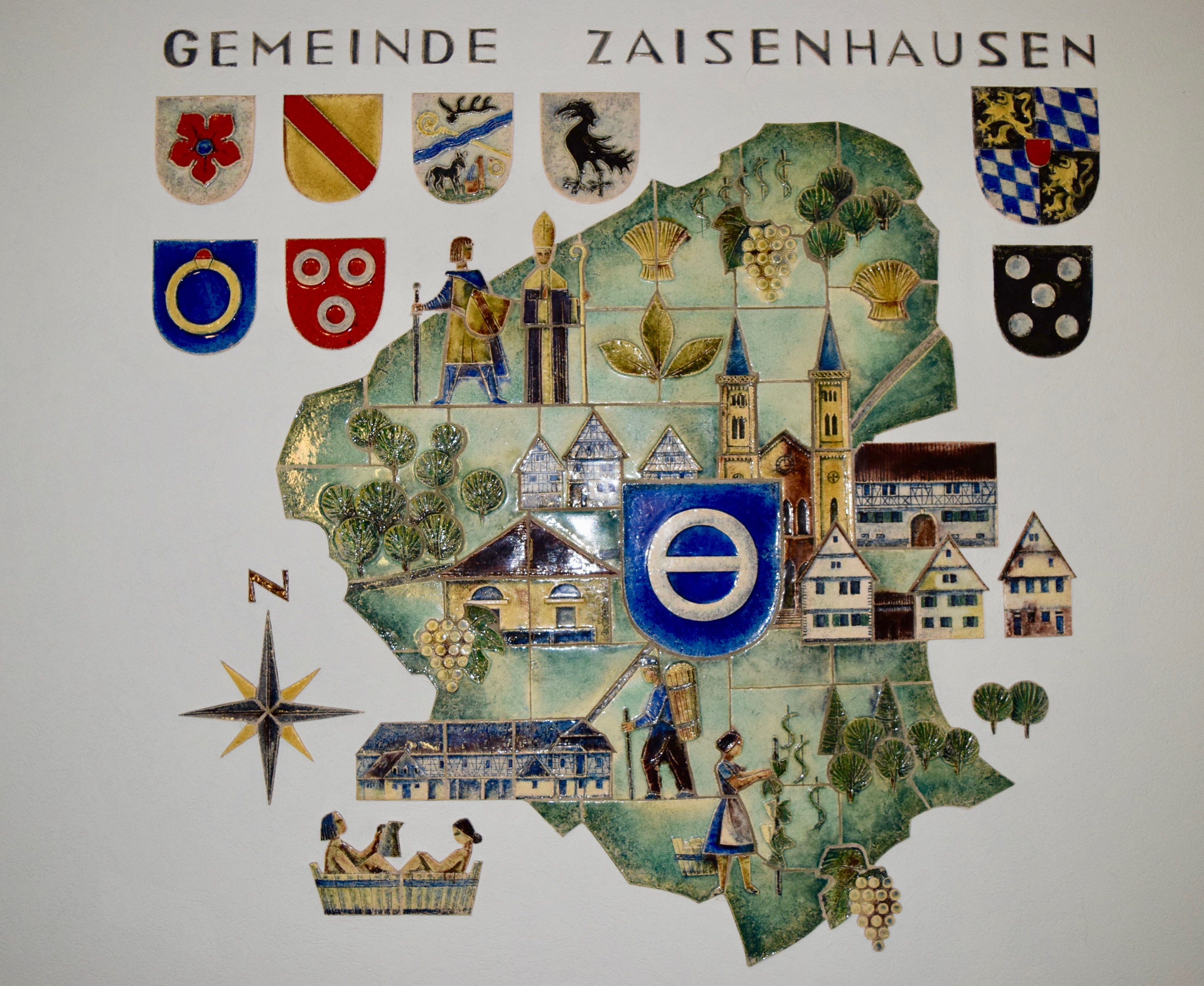
Majolika im 1970 erbauten Rathaus von Karl-Heinz Feisst (1925–2011)
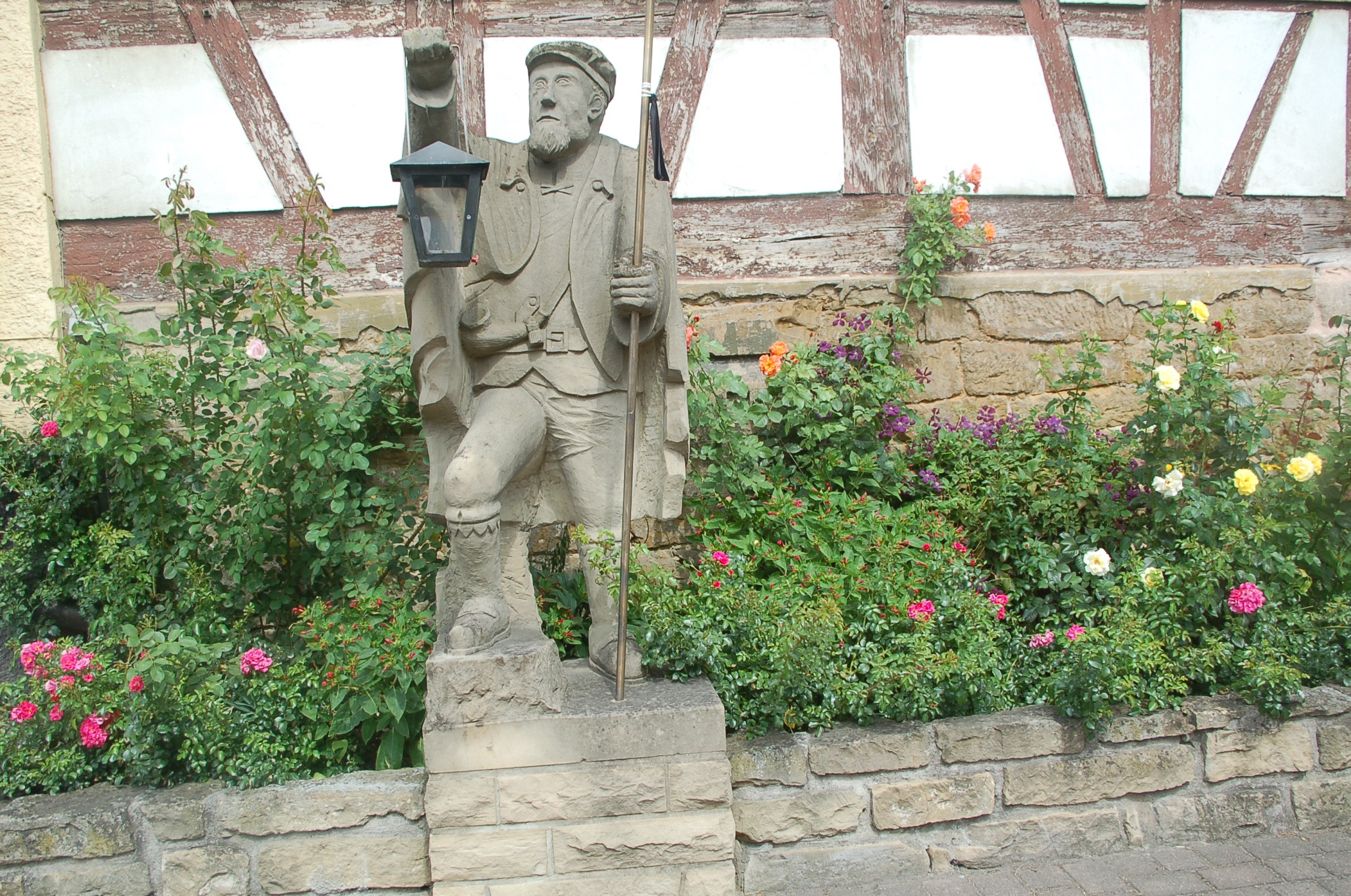
Der Nachtwächter von Erich Schäfer
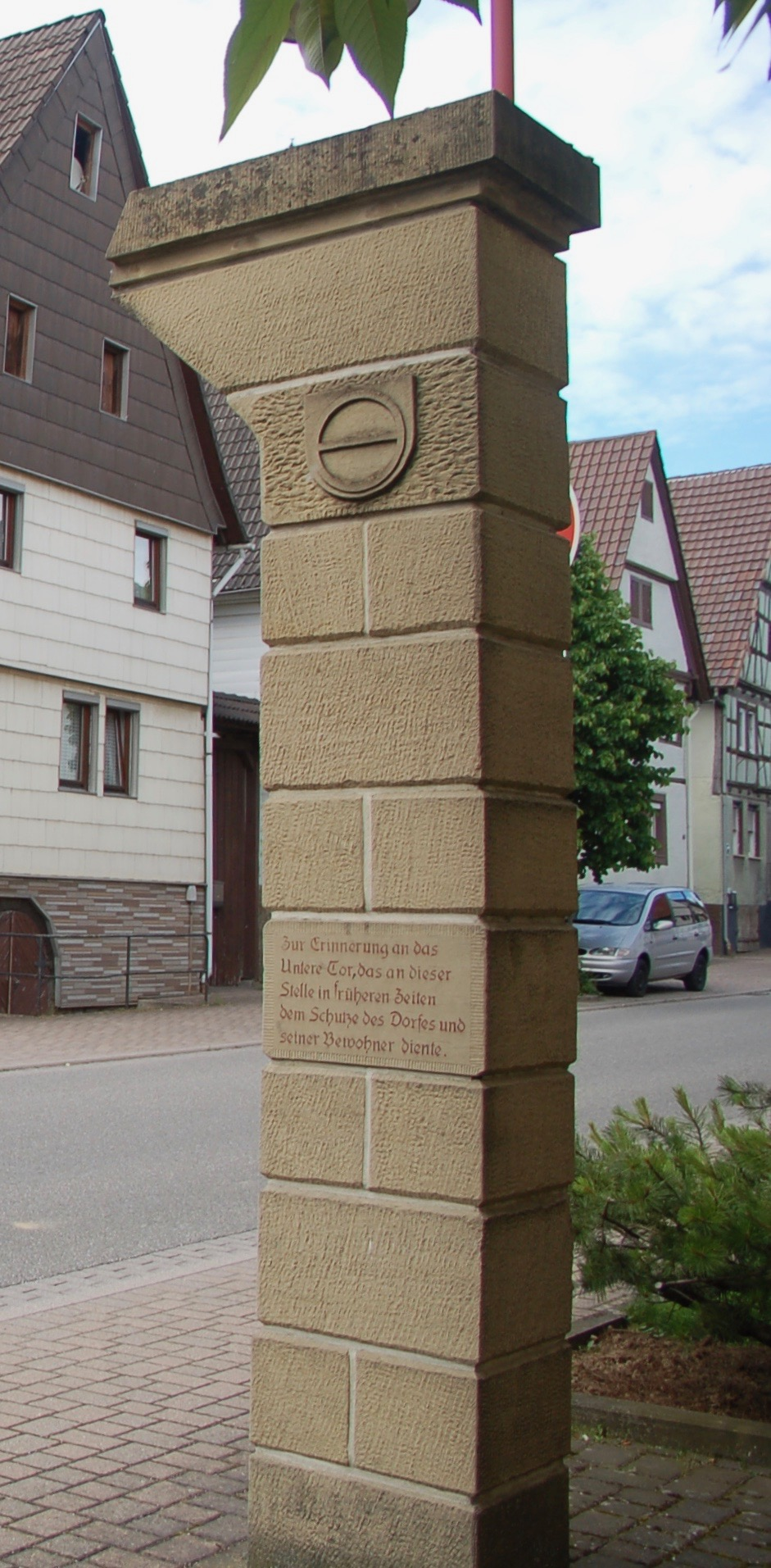
Torstele von Erich Schäfer

#### Evangelische Kirche
In der Ortsmitte wurde in nur zwei Jahren von 1834 bis 1836 die doppeltürmige evangelische Pfarrkirche erbaut. Architekt der Kirche „Zu unserer lieben Frau“ war der Architekt und Weinbrenner-Schüler Heinrich Hübsch. Die Kirche nimmt im Ortsbild eine dominierende Stellung ein, da sie von Hübsch mit Absicht auf eine „pittoreske Situation“ hin angelegt wurde. Die beiden in die Fassade integrierten 36 m hohen Türme sollten an die ehemalige Dorfkapelle „Zur lieben Frau“ und an die durch einen Blitzschlag zerstörte „St. Peterskirche“ erinnern. Manche bezeichnen die Kirche heute auch als „Dom des Kraichgaus“.

#### Katholische Kirche
Im Jahre 1972 erhielten die Zaisenhäuser Katholiken eine eigene Kirche. Der Neubau entstand am westlichen Rand des damaligen Neubaugebietes. Durch die moderne und eigenwillige Turmkonstruktion wurde die Kirche schnell zu einem weiteren markanten Erkennungszeichen des Dorfes. Im Untergeschoss des Gebäudes befindet sich ein Saal der für Feiern und Veranstaltungen genutzt werden kann.

## Persönlichkeiten in Verbindung mit Zaisenhausen
- Johannes Fesenbeck (Vesembeck, Wesembeccius), 1548–1612, Theologe und Superintendent in Ulm
- Andreas Schühle der Ältere, (1759–1843), Abgeordneter der Zweiten Kammer im ersten badischen Parlament von 1819–1821
- Samuel Friedrich Sauter, (1766–1846), Volksdichter und Schulmeister, von 1816 bis 1841 in Zaisenhausen als Lehrer tätig.
- Emma Wanner, Mundartforscherin und Lehrerin (* 1885), Zeitschrift für deutsche Mundarten 1907–1910
- Erwin Eckert (1893–1972), evangelischer Pfarrer und Politiker in der SPD und ab 1931 in der KPD, Staatsrat und MdL (Baden, Baden-Württemberg)
- Adolf Hitler (1889–1945), am 2. Februar 1933 zum Ehrenbürger ernannt, durch einen Gemeinderatsbeschluss vom 27. November 2018 offiziell aberkannt
- Wilhelm A. Barthlott, (* 1946), Wissenschaftler von Weltrang, Entdecker des Lotus-Effektes

## Weblinks

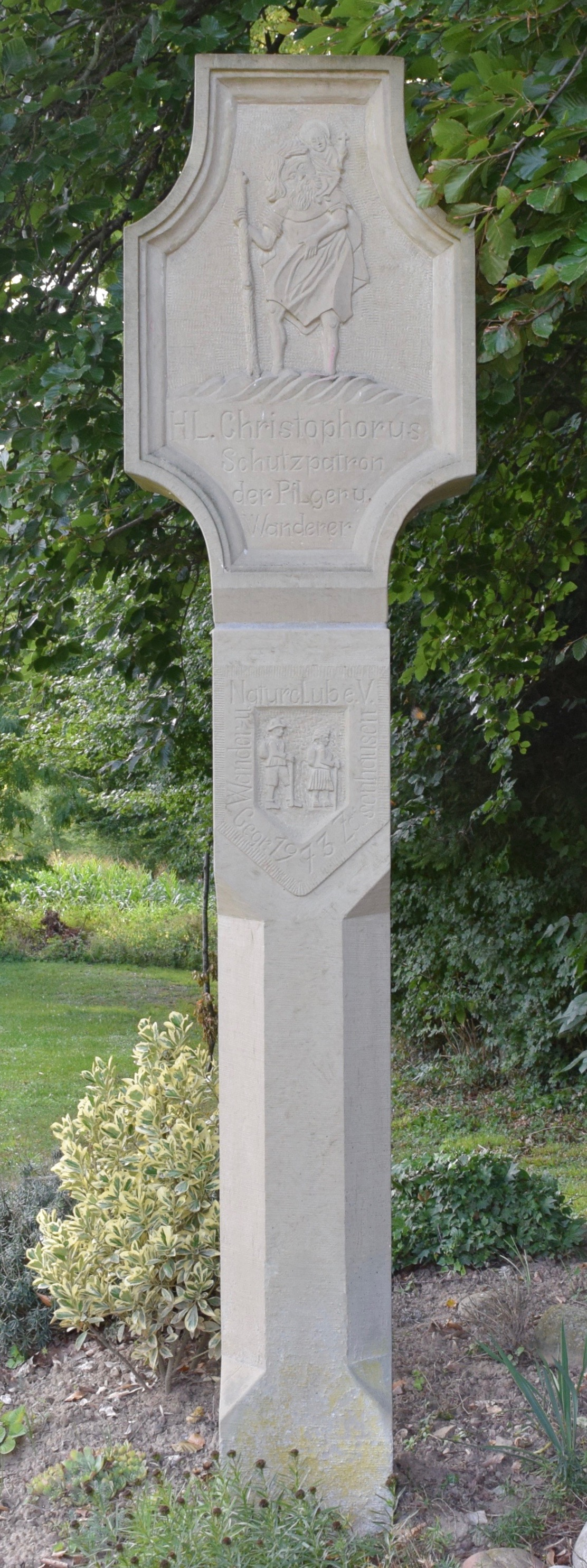
Christophers-Bildstock von Erich Schäfer